# Cantone di La Côte Sableuse
Il cantone di La Côte Sableuse è una divisione amministrativa dell'Arrondissement di Céret e dell'Arrondissement di Perpignan.
È stato costituito a seguito della riforma approvata con decreto del 26 febbraio 2014, che ha avuto attuazione dopo le elezioni dipartimentali del 2015.

## Composizione
Comprende i 4 comuni di:
- Canet-en-Roussillon
- Saint-Cyprien
- Saint-Nazaire
- Saleilles